# سوئیس کوچک
سوئیس کوچک (اسپانیایی: La pequeña Suiza‎) یک فیلم کمدی اسپانیایی است که در سال ۲۰۱۹ میلادی منتشر شد.

## بازیگران
- یون پلاسائولا
- اینگرید گارسیا-یونسون
- رامون بارئا
- ماریبل سالاس
- کارا الخالده
- آنتونیو رسی‌نس
- سِـکون دِ لا روسا